# Speake-Marin
Speake-Marin es una empresa relojera suiza especializada en relojes de lujo. Fue fundada en 2002 por el relojero inglés Peter Speake-Marin y tiene su sede en Ginebra, Suiza.

## Historia

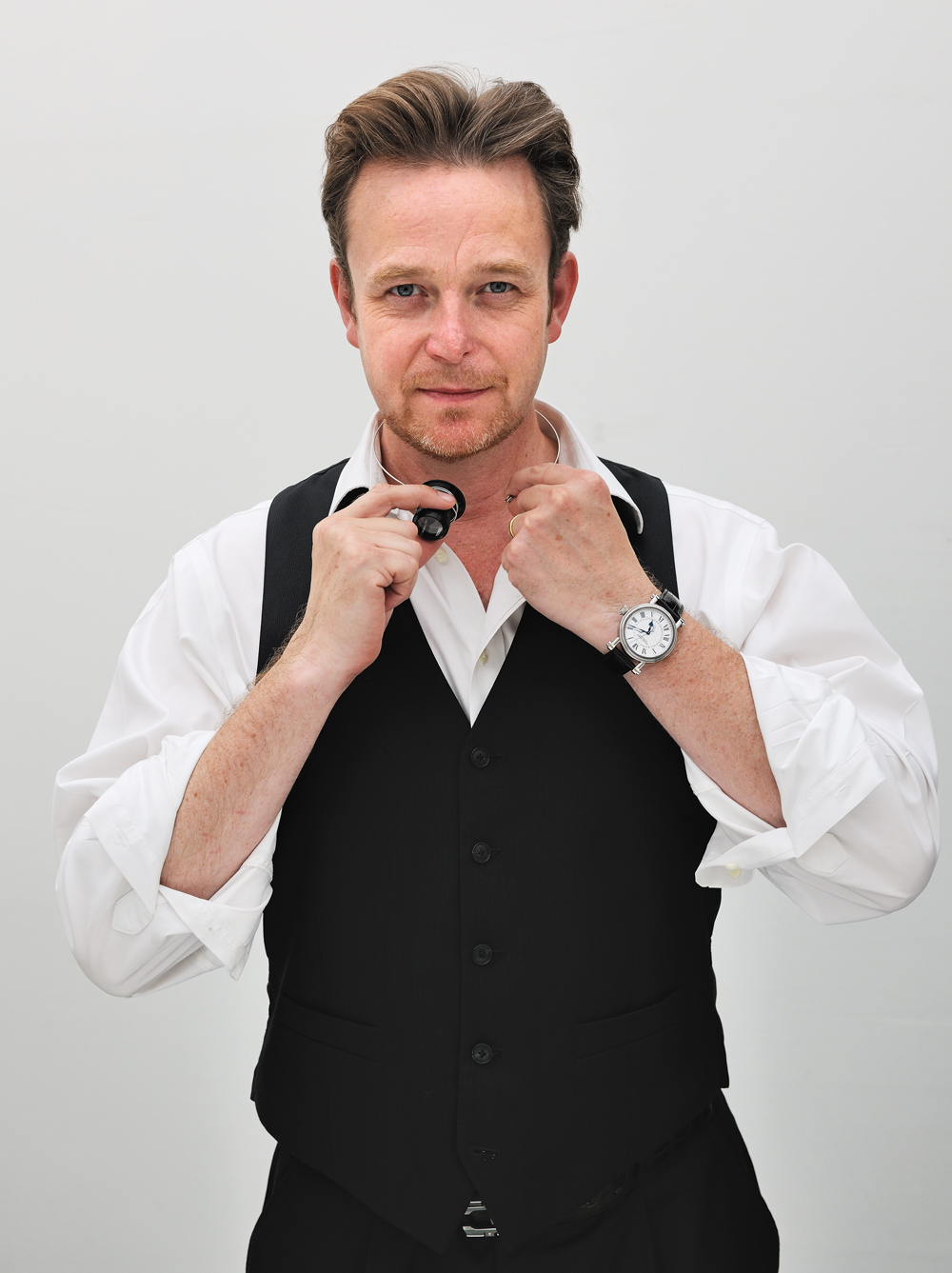
Peter Speake-Marin

Peter Speake-Marin nació como Peter Neville Speake en 1968 en Essex, de madre inglesa y padre galés. Tras graduarse como relojero en el Hackney Technical College de Londres en 1985, Speake-Marin viajó a Suiza para realizar un curso intensivo sobre complicaciones relojeras en la escuela WOSTEP de Neuchâtel. Posteriormente, regresó a Londres y se incorporó a Somlo Antiques, donde dirigió el departamento de restauración de relojes antiguos. Tras siete años en Somlo, Speake-Marin regresó a Suiza en 1996 para desarrollar y fabricar complicaciones de alta gama para Renaud & Papi (actualmente Audemars Piguet Renaud & Papi SA).
Peter fundó Speake-Marin SA en 2002 en Bursins, Suiza. En 2015, se inició una nueva estrategia para desarrollar y ensamblar íntegramente movimientos de fabricación propia en su taller de Neuchâtel, Suiza. Peter Speake-Marin dejó la empresa en 2017 y fue reemplazado por la actual directora general, Christelle Rosnoblet (administradora desde 2012) y propietaria de la empresa.
En 2019, la sede se trasladó de Bursins a Ginebra.

## Relojes clave
Desde el lanzamiento de Speake-Marin, la colección de la firma ha crecido desde relojes de pulsera que solo indican la hora hasta incluir modelos con una sola manecilla, fecha, horas saltantes, calendarios perpetuos, tourbillones y repetidores de minutos; y diales esmaltados a fuego, semiesqueletizados, grabados a mano y de varios niveles.

### Foundation
El primer reloj que llevó el nombre de Speake-Marin fue un reloj de bolsillo con tourbillon hecho a mano, llamado Foundation porque sirvió de modelo para los futuros relojes Speake-Marin gracias a sus manecillas en forma de pala, su corona plisada, el motivo de la herramienta de remate del relojero (aquí en forma de la jaula del tourbillon) y el grabado a mano.
La finalización de esta pieza única permitió a Peter Speake-Marin ingresar en la Academia de Creadores Independientes de Relojería (AHCI) y sentó las bases para la colección Speake-Marin.

### Piccadilly Original
Lanzado en 2002, el primer reloj de pulsera de Peter Speake-Marin fue el Piccadilly. Desde entonces, se han creado varias series Piccadilly y piezas únicas, la primera de las cuales fue el Piccadilly Original con esfera esmaltada.
La caja del Piccadilly presenta asas atornilladas, corona plisada y una forma de tambor, inspirada en los porta-movimientos que Peter Speake-Marin trabajó en Renaud & Papi, y que recibió su nombre en honor a sus siete años de restauración de antigüedades en Somlo, Piccadilly.

### Marin 1 Mk I
Lanzado en 2009, el Marin 1 incorpora el primer movimiento propio de Speake-Marin, una caja de titanio de grado 5, agujas pavonadas al fuego, esfera de esmalte de dos piezas y caja Piccadilly de acero inoxidable. Sus tres anillos concéntricos para los minutos se inspiraron en los primeros cronógrafos de bolsillo.
Fue el primer modelo de la firma en incorporar el calibre SM2, un calibre de manufactura propia, diseñado y fabricado por Speake-Marin. Su desarrollo tardó tres años.

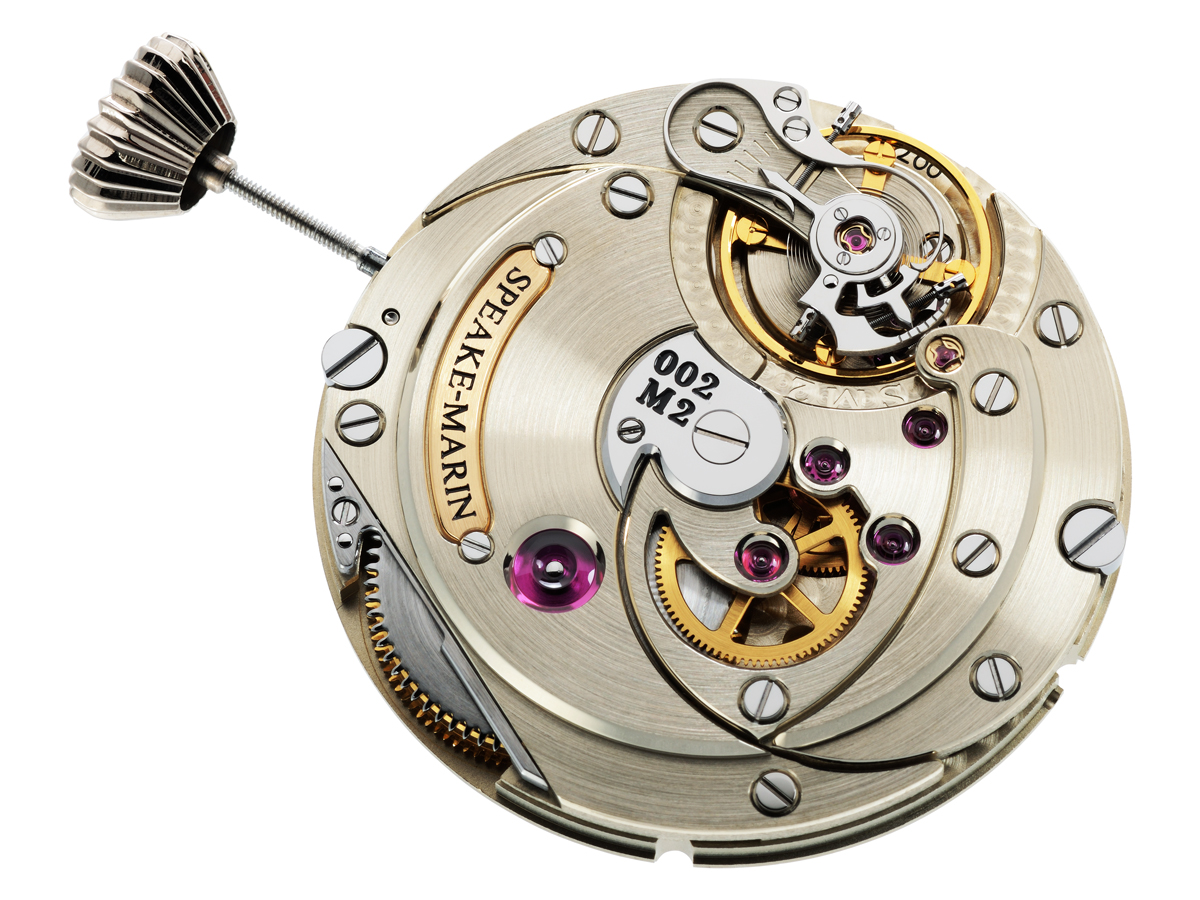
Movimiento SM2

El calibre SM2 ha sido descrito como un "movimiento de relojero".
El volante es grande (peso del volante: 0,118 g, inercia: 25 mg.cm²) y oscila a 21.600 alternancias por hora. Las platinas y los puentes están fabricados en plata alemana sin tratar. Todos los puentes, palancas y la platina principal están acabados a mano (circulado, moteado y pulido). Los ángulos de la rueda del rotor están acabados a mano y la superficie tiene un acabado de espejo. Todos los pivotes están bruñidos. El SM2 tiene una reserva de marcha de 72 horas, cuenta con 29 rubíes y un total de 211 componentes.

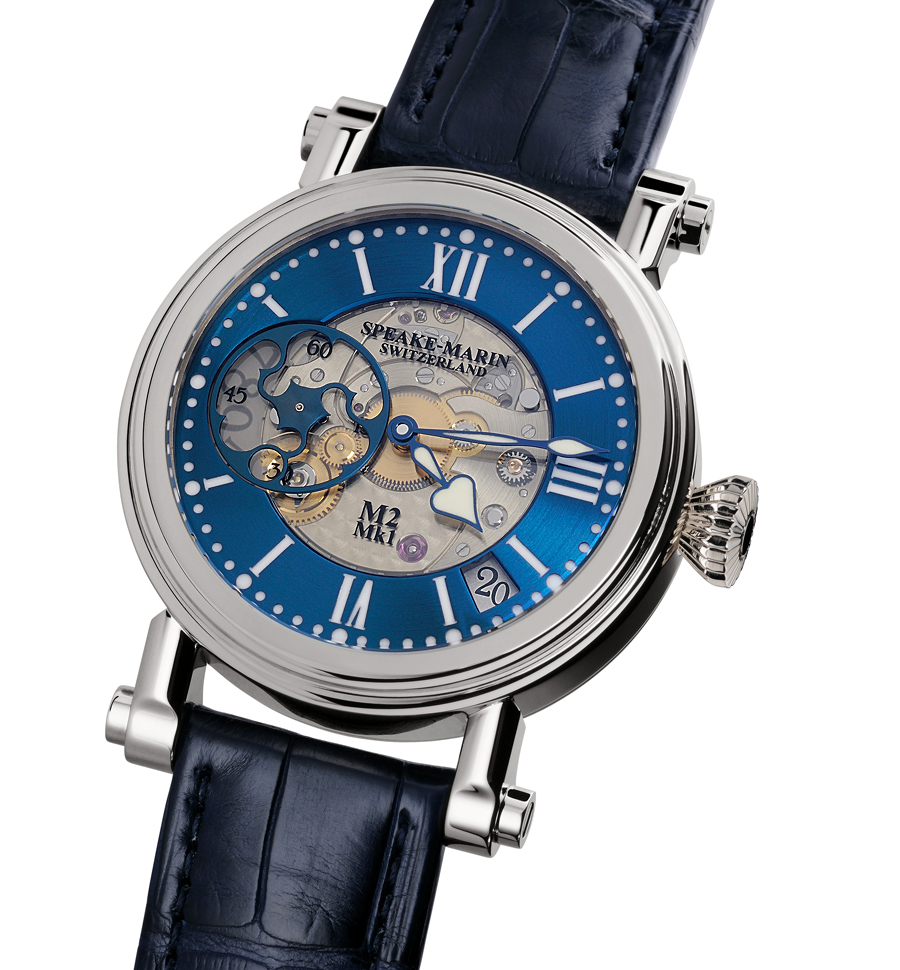
Marin 2 Thalassa

### Marin 2 Thalassa
En 2010, se lanzó el Marin 2 Thalassa, una versión de cuerda manual del SM2: el SM2m (la "m" significa cuerda manual). El Thalassa presenta una esfera exterior de acero azulado con ventana de fecha y una esfera interior abierta a través de la cual se puede ver el movimiento, acabado a mano.

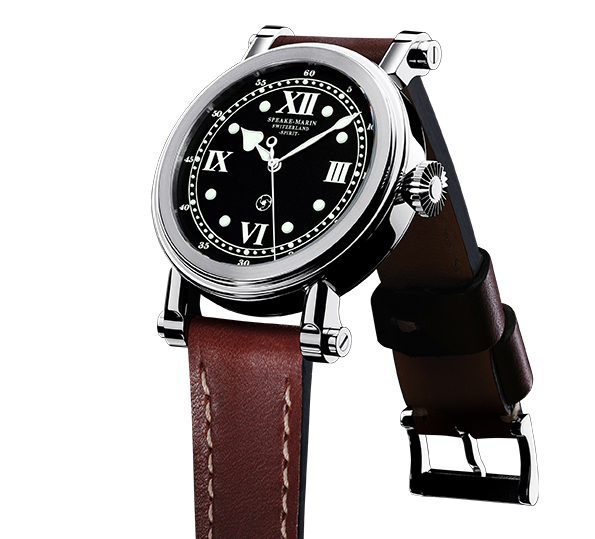
Spirit MkII

### Spirit
En 2011, se lanzó la colección Spirit con el modelo Spirit Pioneer. El Spirit Pioneer cuenta con una esfera lacada en negro; manecillas centrales de horas, minutos y segundos; números romanos y números a las 12, 3, 6 y 9; y cuatro pares de marcadores de hora. Las manecillas, los índices y los marcadores de 60 minutos están recubiertos con Super-LumiNova tridimensional que brilla en verde en la oscuridad. La caja Piccadilly es de acero inoxidable. El movimiento automático cuenta con un rotor de cuerda misteriosa con herramienta de remate y un lema grabado en el fondo de la caja: «LUCHA, AMA Y PERSEVERA».

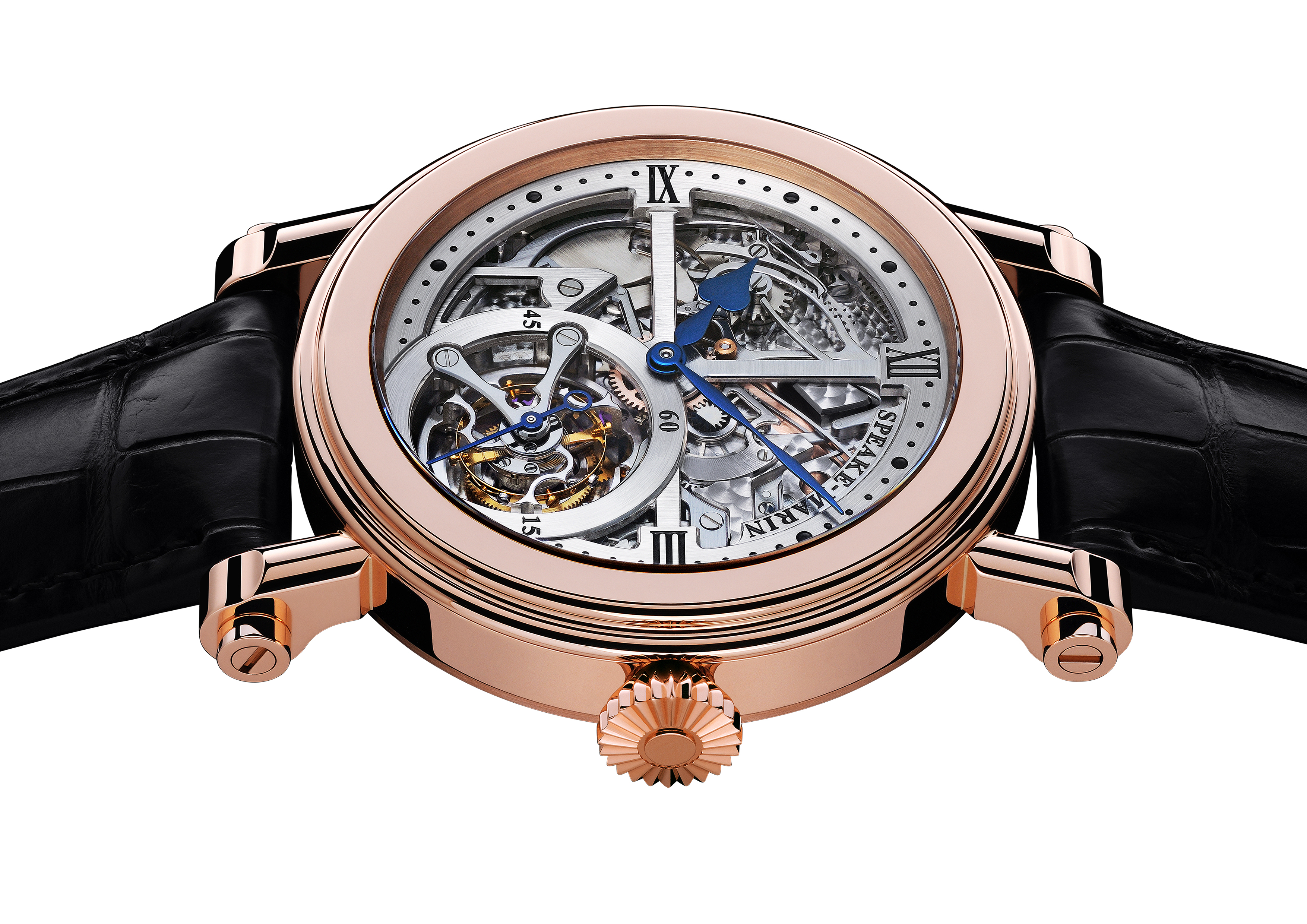
Renaissance

### Renaissance
El tourbillón con repetición de minutos Renaissance se lanzó en 2012. Cuenta con una esfera abierta, caja Piccadilly de oro rojo de 18 quilates y agujas «Foundation» azuladas por calor. La jaula del tourbillon de 60 segundos tiene la forma del motivo de la herramienta de remate de Speake-Marin. Cada Renaissance es una pieza única con un diseño diferente grabado a mano en el movimiento.

### Resilience
El Resilience, con una esfera de esmalte blanca horneada y agujas centrales de horas, minutos y segundos de acero azulado, se lanzó en 2012. El color del esmalte horneado se desvanece muy lentamente con el paso de los siglos, por lo que conserva su aspecto como nuevo durante mucho más tiempo que los tratamientos de esfera convencionales.

### Rum
En 2016, Speake-Marin creó 59 relojes, cada uno con una sola gota del Ron Harewood 1780, el ron más antiguo del mundo según el Libro Guinness de los Récords. La cápsula de ron se encuentra a las 11 en punto, lo que hace referencia a una antigua tradición de la Marina Real Británica de proporcionar a la tripulación su ración de ron en ese momento.

## Colaboraciones
En 2006, Peter Speake-Marin trabajó en el Excenter Tourbillon con Harry Winston. Posteriormente, fue consultor, con una participación significativa en el desarrollo del movimiento y la caja, y responsable del control de calidad final, para la Horological Machine No. 1 de MB&F, entregada a partir de 2007. Ese mismo año, colaboró con Christophe Claret y Roger Dubuis en el desarrollo del Chapter One para Maitres du Temps. En 2009, junto con Daniel Roth, desarrolló el Capítulo Dos para Maîtres du Temps.